# Hervé Bromberger
Pour les articles homonymes, voir Bromberger.
Hervé Bromberger est un réalisateur et scénariste français né le 11 novembre 1918 à Marseille (France) et mort le 25 novembre 1993 à Villejuif (France). 

## Biographie

### Famille
Hervé Bromberger est le frère de Merry Bromberger et de Serge Bromberger et le père de Dominique Bromberger.

## Filmographie

### Comme réalisateur
- 1949 : L'Inconnu d'un soir (coréalisateur : Max Neufeld)
- 1950 : Le Clochard milliardaire (coréalisateur : Léopold Gomez)
- 1951 : Identité judiciaire
- 1951 : Seul dans Paris
- 1954 : Les Fruits sauvages
- 1955 : Nagana
- 1958 : La Bonne Tisane
- 1959 : Asphalte
- 1960 : Les Loups dans la bergerie
- 1962 : Les Quatre Vérités
- 1962 : La Vie provisoire (La vita provvisoria), film à sketches coréalisé avec Enzo Battaglia et Vincenzo Gamna (it)
- 1964 : Mort, où est ta victoire ?
- 1966 : Un soir à Tibériade (Pitzutz B'Hatzot)
- 1972 : Figaro-ci, Figaro-là (TV)
- 1981 : L'Antichambre (TV)
- 1982 : La Nuit du général Boulanger (TV)
- 1985 : Le Traité de paix (TV)

### Comme assistant-réalisateur
- 1946 : Il suffit d'une fois d'Andrée Feix
- 1946 : Étoile sans lumière de Marcel Blistène
- 1946 : Fille du diable d'Henri Decoin
- 1947 : Le Café du Cadran de Jean Gehret et Henri Decoin
- 1947 : Les Amants du pont Saint-Jean d'Henri Decoin
- 1948 : L'Impeccable Henri de Carlo Felice Tavano
- 1948 : L'Aigle à deux têtes de Jean Cocteau
- 1949 : Le Roi de Marc-Gilbert Sauvajon

### Comme scénariste
- 1951 : Seul dans Paris
- 1958 : Le Désert de Pigalle de Léo Joannon
- 1960 : Les Loups dans la bergerie
- 1962 : Les Quatre Vérités
- 1975 : Jo Gaillard de Christian-Jaque (TV)
- 1978 : Violette Nozière de Claude Chabrol
- 1981 : L'Antichambre (TV)

## Distinction
- Léopard d'or en 1954 pour Les Fruits sauvages